# Gangotri
Gangotri è una suddivisione dell'India, classificata come nagar panchayat, di 606 abitanti, situata nel distretto di Uttarkashi, nello stato federato dell'Uttarakhand. In base al numero di abitanti la città rientra nella classe VI (meno di 5.000 persone).

## Geografia fisica
La città è situata a 30° 58' 60 N e 78° 55' 60 E e ha un'altitudine di 3.752 m s.l.m.. Secondo il sito ufficiale di Gangotri, però, l'altitudine della città è di 3.140 m s.l.m..

## Società

### Evoluzione demografica
Al censimento del 2001 la popolazione di Gangotri assommava a 606 persone, delle quali 581 maschi e 25 femmine, e non risultavano bambini di età inferiore o uguale ai sei anni. Coloro che erano in grado di saper almeno leggere e scrivere erano 539, dei quali 527 maschi e 12 femmine. In alta stagione la popolazione varia tra le 25.000 e le 40.000 presenze al giorno.